# Megadyptes
Megadyptes es un género de pingüino que pertenece a la familia Spheniscidae. Agrupa a dos especies: el pingüino de ojos amarillos (Megadyptes antipodes), y el extinto pingüino waitaha (Megadyptes waitaha), ambos originarios de Nueva Zelanda.